# Anomalipes
Anomalipes zhaoi
Genre
Espèce
Anomalipes (signifiant « le pied inhabituel de Zhao Xijin ») est un genre fossile de dinosaures Caenagnathidae découvert dans le groupe de Wangshi de l'ère Campanienne (fin du Crétacé) en Chine. Le type et seule espèce connue est Anomalipes zhaoi.

## Découverte
Les restes de Anomalipes ont été découverts dans un lit d'os de Shantungosaurus dans la localité de Kugou. L'holotype (ZCDM V0020, conservé au Zhucheng Dinosaur Museum, Zhucheng, Shandong) est un membre postérieur gauche incomplet, comprenant une partie de la cuisse, du tibia et du jarret gauches, un métatarse III complet, deux griffes et deux os d'orteil.

## Étymologie
Anomalipes est dérivé du latin anomalus (particulier, anormal, difficilement classable) et pes (pied), en référence à la forme inhabituelle de son pied. L'épithète de l'espèce, zhaoi, a été nommée en l'honneur du paléontologue chinois Zhao Xijin.

## Classification
Anomalipes a été classé parmi les Theropoda dans l'infra-ordre Oviraptorosauria et la famille Caenagnathidae,.